# Bankkártya
A bankkártya egy olyan készpénzfizetést helyettesítő eszköz, amelyet a bank ad(hat) a nála számlát vezető ügyfeleinek. Szinte mindegyik bankszámlához kapcsolódhat valamilyen típusú bankkártya. Használatával lehetőség van vásárolni és ATM-ekben készpénzt felvenni. A bankkártyás fizetési mód elterjedése a számítástechnika fejlődéséhez kapcsolódik. Magyarországon az 1990-es években vált általánossá. A bankkártyák mikrochipet tartalmazhatnak, amelyen a bank és a kártyabirtokos azonosító adatai szerepelnek.

## Története
Bizonyos készpénzkímélő fizetési eszközök, mint az utazási csekk, a hitelérme és a postautalvány már a 19. században megjelentek. A bankközi, nemzetközileg is használható bankkártyák adtak lökést a fizetési mód elterjedésének, ezt az Eurocard, VISA és Mastercard cégek vezették be az 1970-es évektől kezdődően.

### Postautalvány
Postán, az előírt nyomtatványon adott fizetési megbízás, amelyet a posta a megbízáson megadott személynek a megadott címen teljesít, a feladó által meghatározott és befizetett összegben. A postautalvány térítési díját, amennyiben a feladó nem fizette ki, levonják a címzettnek történő kifizetendő összegből.

## Jellemzői
Nemzetközi szabvány szerint készült műanyag lap, részletes leírása a hitelkártya szócikkben. A bankkártya birtokosa – meglévő fedezet esetén – készpénzt vehet fel bankautomatáknál illetve pénzintézetben (elsősorban a kibocsátónál), valamint árut és szolgáltatást lehet vásárolni vele. Vásárlási limitet tanácsos megadni. A bankkártyának általában éves díja van, ennek ellenére a bank tulajdona. A bankkártya személyhez kötődő, nem ruházható át. Elvesztés esetén le lehet tiltani. A bankkártyát több évre szokta kibocsátani a pénzintézet, lejárat után tanácsos megsemmisíteni pl. a mágnescsíknál történő szétvágással.

## Fajtái
- Pénzfelvevő kártya
- Pénzfelvevő és fizetési kártya
- Hitelkártya (credit card), másként halasztott fizetési kártya, amelyhez hitelkeretet biztosít a pénzintézet
- Terhelési kártya (charge card), egyfajta hitelkártya, amely nagyobb összegek kiadását teszi lehetővé a birtokos számára hosszabb kamatmentes határidőt biztosítva a többnyire egyösszegű visszafizetésre
- Hűségkártya, pontgyűjtésre alkalmas és a kibocsátók gyakran az értékesítő cégek, illetve bank és értékesítő cég együttesen is kibocsáthatja
- Betéti kártya (debit card)
- Előre fizetett kártya (prepaid card), pl. telefonkártya.

| Bankkártyák és Paypassos bankkártyák számának alakulása Magyarországon 2010-től napjainkig |                        |                                  |
| Időszak                                                                                    | Bankkártyák száma (db) | Paypassos bankkártyák száma (db) |
| 2010. I. félév                                                                             | 8 890 277              | 0                                |
| 2010. II. félév                                                                            | 8 890 277              | 0                                |
| 2011. I félév                                                                              | 8 884 727              | 0                                |
| 2011. II. félév                                                                            | 8 930 300              | 0                                |
| 2012. I. félév                                                                             | 8 915 896              | 333 862                          |
| 2012. II. félév                                                                            | 8 949 261              | 580 051                          |
| 2013. I. félév                                                                             | 8 985 872              | 1 150 494                        |
| 2013. II. félév                                                                            | 8 968 431              | 1 760 627                        |
| 2014. I. negyedév                                                                          | 8 890 483              | 2 208 448                        |
| 2014. II. negyedév                                                                         | 8 952 890              | 2 703 555                        |

## Használata
A bankkártya használható a közterületeken vagy bankfiókokban elhelyezett bankautomatáknál, illetve a bankkártya leolvasó berendezésekkel ellátott kifizető vagy értékesítő, kereskedelmi (üzletek, BKK, vasút, volán stb.) pontokon. A kártyákon általában feltűnő nyíl jelzi a behelyezés irányát és felületét. A kártya használatához általánosan elterjedt a PIN-kód, amelyet a kibocsátó ad ki, s a kártyabirtokos szükség szerint lecserélheti a kibocsátó bankautomatáinál.

## Gyakori bankkártyaműveletek
A bankkártyával elvégezhető leggyakoribb műveletek a következők:
- vásárlás üzletekben,
- készpénzfelvétel bankjegykiadó automatákból(azaz ATM-ekből),
- bankszámlaegyenleg lekérdezése,
- mobiltelefon-feltöltés,
- egyéb (például befizetés bankszámlára ATM-en keresztül, vásárlás az interneten stb.).

| Bankkártyás vásárlások darabszáma és értéke Magyarországon 2010-től napjainkig |                                   |                                                   |
| Időszak                                                                        | Bankkártyás vásárlások száma (db) | Bankkártyás vásárlások összértéke (millió forint) |
| 2010. I. félév                                                                 | 92 883 615                        | 640 265                                           |
| 2010. II. félév                                                                | 105 600 536                       | 763 890                                           |
| 2011. I. félév                                                                 | 103 074 526                       | 721 856                                           |
| 2011. II. félév                                                                | 117 276 493                       | 860 176                                           |
| 2012. I. félév                                                                 | 119 073 121                       | 821 383                                           |
| 2012. II. félév                                                                | 132 665 979                       | 936 849                                           |
| 2013. I. félév                                                                 | 134 831 615                       | 909 152                                           |
| 2013. II. félév                                                                | 148 594 060                       | 1 059 926                                         |
| 2014. I. negyedév.                                                             | 74 581 461                        | 496 513                                           |
| 2014. II. negyedév                                                             | 82 352 649                        | 569 340                                           |

## A kártyaellenőrző kód
|  | A kártyaellenőrző kód a bankkártya hátoldalán lévő aláírási csíkon feltüntetett szám utolsó három számjegye. Célja az elektronikus adatkezelés biztonságának megerősítése. Az American Express kártyákon 4 számjegy. Előforduló angol rövidítései: CVV (Card Verification Value) vagy CSC (Card Security Code ), Card Verification Value Code (CVVC), Card Verification Code (CVC), Verification Code (V-Code or V Code), vagy Card Code Verification (CCV) |

### Weboldalak
- Lap.hu linkgyűjtemény
- Pénzforgalom és fizetési módok
- Bankkártya használata az adófizetésben[halott link]
- Bankkártya fogalma
- 17. Tétel – A készpénzkímélő fizetési formák jellemzői. A bankkártyák fajtái, a bankkártya rendszer Archiválva 2011. április 17-i dátummal a Wayback Machine-ben
- Utazási csekk részletesen
- Postautalvány [Tiltott forrás?]